# Berge (Altmark)
Berge (Altmark) este o comună din landul Saxonia-Anhalt, Germania.